# Ранчо Дон Албертано, Баранка де Тио Хулијан (Олинала)
Ранчо Дон Албертано, Баранка де Тио Хулијан (шп. Rancho Don Albertano, Barranca de Tío Julián) насеље је у Мексику у савезној држави Гереро у општини Олинала. Насеље се налази на надморској висини од 950 м.

## Становништво
Према подацима из 2005. године у насељу је живело 5 становника.

### Хронологија
| Година       | 2005 |
| ------------ | ---- |
| Становништво | 5    |

### Попис
| # | Индикатор                        | Вредност |
| - | -------------------------------- | -------- |
| 1 | Укупно појединачних домаћинстава | 1        |